# SYR1: Anagrama
SYR1: Anagrama EP americké rockové kapely Sonic Youth. Bylo první v řadě dalších alb vydaných pod vlastním vydavatelstvím Sonic Youth Recordings (odtud zkratka SYR v názvu). Celé album je francouzsky.

## Skladby
| Pořadí | Název                 | Délka |
| ------ | --------------------- | ----- |
| 1.     | Anagrama              | 9:31  |
| 2.     | Improvisation Ajoutée | 2:54  |
| 3.     | Tremens               | 3:22  |
| 4.     | Mieux: De Corrosion   | 6:54  |